# 1265 Schweikarda
Az 1265 Schweikarda (ideiglenes jelöléssel 1911 MV) a Naprendszer kisbolygóövében található aszteroida. Franz Kaiser fedezte fel 1911. október 18-án, Heidelbergben.